# Chelis
Phragmatobia là một chi bướm đêm thuộc phân họ Arctiinae, họ Erebidae.

## Các loài
- Chelis dahurica Boisduval, 1832
- Chelis maculosa Gerning, 1780
- Chelis simplonica Boisduval, 1840